# 東映フライヤーズの歌
「東映フライヤーズの歌」（とうえいフライヤーズのうた）は、かつてプロ野球のパシフィック・リーグに属していた東映フライヤーズの球団歌。作詞・藤浦洸、作曲・古関裕而。

## 解説
現在の北海道日本ハムファイターズの源流に当たるセネタース（戦前に活動していた東京セネタース→翼軍とは別組織）が1945年（昭和20年）末に設立された後、1947年（昭和27年）に東京急行電鉄傘下となり「東急フライヤーズ」へ改称した時に球団歌の制定が企画されたとみられる。作詞・作曲はどちらも日本コロムビア専属の藤浦洸と古関裕而に対して依頼され、東京急行電鉄社内報『清和』の1950年（昭和25年）5月号に「東急フライヤーズの唄」の歌詞と楽譜が掲載された。
フライヤーズの球団運営は1954年（昭和29年）から東急グループの一員であった東映へ委託され「東映フライヤーズ」に改称したが、球団歌は歌詞に企業名を含んでいなかったため引き続き演奏された。一方で、現存する楽譜には作曲者自身が1967年（昭和42年）に旋律の大幅な改訂を加えた「東映フライヤーズの歌」と題するバージョンが別に存在しており、2つのバージョンの譜面は旋律の他にも拍数が異なり、「原曲は高音が多用されて歌いにくい」と言う意見を受けて作曲し直した可能性があるという。
東映は1972年（昭和47年）末に日拓ホームへ球団を売却し1973年（昭和48年）の1シーズンのみ「日拓ホームフライヤーズ」として活動しており、この時は東映時代の球団旗を継続使用しているが、一方で球団歌も同様に引き継がれていたのかどうかは不明。その後、日拓ホームは1年弱で球団を日本ハムに売却して1974年（昭和49年）に「日本ハムファイターズ」となり、3年余りのブランクを経て1977年（昭和52年）に新球団歌「ファイターズ讃歌」が制定され現在に至っている。また、パシフィック・リーグの連盟歌も1950年の結成時から同年までは古関の作曲でサトウハチローが作詞した「おおわがパシフィック」であったが、1978年（昭和53年）より現行の「白いボールのファンタジー」へ代替わりした。

### 楽譜の発見
古関は東急（東映）フライヤーズの他にも、阪神タイガースの「阪神タイガースの歌」、読売ジャイアンツの初代「野球の王者」および3代目で現行の「闘魂こめて」、中日ドラゴンズの旧「ドラゴンズの歌」と日本野球機構（NPB）の球団歌を複数作曲しているが、これらの3球団4曲はレコード盤に吹き込まれた音源が現存しているのに対し、フライヤーズの球団歌はレコード盤のみならず発表会での演奏記録も確認されていない。そのため、古関の自伝『鐘よ鳴り響け』巻末の作曲リストや1999年（平成11年）にコロムビアから発売されたアルバム『作曲家研究名作選 古関裕而』（COCP-30359）ブックレットの解説で曲の存在自体は知られていたものの、音源が無いため作詞者・歌詞・詳細な曲調は不明で半ば忘れられた状態となっていた。
北海道新聞が2020年（令和2年）夏に開始した取材・調査の中で、ファイターズの広報は「（球団に当時の）資料は残っていない」と発言。北海道内のファイターズの私設応援組織「日本ハムファイターズ応援作戦会議」代表やフライヤーズの前身に当たるセネタース時代からのファン、さらには島田雄二ら取材時点で存命だった当時のフライヤーズの所属選手達も球団歌の存在を知らなかった。
しかし、北海道新聞が調査を続けた結果、福島市古関裕而記念館に「東映フライヤーズの歌」の古関による自筆譜が所蔵されていることが判明した。その過程で、作詞者が藤浦洸であることが判明し、さらに発表当初の「東急フライヤーズの唄」から1967年（昭和42年）に作曲者自身の手で大幅な改訂が加えられていたことが判明した。当初の「東急フライヤーズの唄」はハ長調・8分の6拍子であるのに対して、改訂後の「東映フライヤーズの歌」は変ホ長調・4分の4拍子になっている。
同紙では発見された楽譜を基に、2020年（令和2年）12月に「東急」と「東映」の2バージョンを新規に収録した。音楽事務所「ブライトサッポロ」（北海道札幌市中央区）の協力で、ハモンドオルガンの伴奏と9人の歌唱によって実現したものであり、2021年（令和3年）1月17日よりウェブサイトで公開した。